# Casa Vidal (Manresa)
La Casa Vidal és un edifici del municipi de Manresa (Bages) protegit com a bé cultural d'interès local.

## Descripció
És un edifici d'habitatges del s.XIX, de planta baixa, entresòl, dos pisos i golfes no habitables, amb tres façanes fent cantonada, una d'elles cega. Presenta tres cossos d'edificis no apreciables en la façana principal la qual està ordenada simètricament. La planta baixa presenta vuit portals, el d'accés descentrat. Balcons a totes les obertures (sobresortits en el primer pis i en el superior). Brancals i llindes de pedra de fil. El portal principal té un arc rebaixat motllurat i la resta de portals tenen arcs rebaixats sense motllura.